# 眠っていた気持ち 眠っていたココロ
『眠っていた気持ち 眠っていたココロ』（ねむっていたきもち ねむっていたココロ）は、上木彩矢の4枚目のシングル。

## 概要
- シングルとしては初の大野愛果作曲の楽曲である。以降シングルタイトル曲に大野作曲作品が起用されることとなる。

## 収録曲
1. 眠っていた気持ち 眠っていたココロ
  - 作詞：上木彩矢 / 作曲：大野愛果 / 編曲：葉山たけし

BS日テレ・ANIMAX・GyaO放送アニメ『NIGHT HEAD GENESIS』エンディングテーマ
2. 約束の場所で
  - 作詞：上木彩矢 / 作曲・編曲：岡本仁志
3. 眠っていた気持ち 眠っていたココロ <original karaoke>

## 収録アルバム
眠っていた気持ち 眠っていたココロ
- 明日のために 〜Forever More〜 (AL ver.)
- AYA KAMIKI Greatest Best